# Maciej Rybus
Maciej Rybus (* 19. srpna 1989 Łowicz) je polský profesionální fotbalista, který hraje na pozici levého obránce za polský národní tým. Od léta 2022, kdy mu skončila smlouva s ruským klubem FK Lokomotiv Moskva, je hráčem Spartaku Moskva.

## Reprezentační kariéra
Rybus nastoupil za polský reprezentační výběr do 21 let.
14. listopadu 2009 debutoval v A-mužstvu Polska v zápase s Rumunskem. Příležitost mu dal nový trenér polské reprezentace Franciszek Smuda. Šel na hřiště v 75. minutě, Poláci prohráli ve Varšavě 0:1. Hned v příštím utkání 18. listopadu poprvé skóroval za národní tým proti Kanadě, zařídil tak výhru 1:0.

### EURO 2012
Zúčastnil se Mistrovství Evropy 2012, kde mělo Polsko jako pořadatelská země (společně s Ukrajinou) jistou účast. V zahajovacím utkání celého šampionátu 8. června se střetlo Polsko s Řeckem a Maciej hrál do 70. minuty. Poté ho trenér Smuda stáhl ze hřiště, neboť krátce předtím byl za faul na řeckého útočníka Salpigidise za stavu 1:1 vyloučen brankář Wojciech Szczęsny a místo něj musel do brány náhradník Przemysław Tytoń. Jeden z hráčů z pole musel uvolnit místo, trenér vybral Rybuse. Oba soupeři si připsali po bodu za konečnou remízu 1:1. 12. června proti Rusku (1:1) a 16. června proti České republice (prohra 0:1) Maciej nehrál. Polsko obsadilo se ziskem 2 bodů poslední čtvrté místo základní skupiny A.

### Reprezentační góly
Góly Macieje Rybuse za A-tým Polska
| 010                  | 18. 11. 2009 | Bydhošť, Polsko                  | Kanada          | 1:0 | 1:0 | Přátelský zápas |
| 02                   | 4. 6. 2013   | Stadion Cracovii, Krakov, Polsko | Lichtenštejnsko | 2:0 | 2:0 | Přátelský zápas |
| Platí k 6. září 2013 |              |                                  |                 |     |     |                 |